# Trigonella suavissima
Trigonella suavissima es una herbácea endémica de Australia. Es un miembro del género Trigonella y de la familia Fabaceae. Los nombres comunes incluyen trébol de Cooper, trébol Menindee, calomba, trigonella amorosa, trébol de canal, trébol de olor dulce.
La especie fue descrita por el botánico inglés John Lindley, basándose en excicatas recogidas durante una expedición de Thomas Mitchell.